# Sabanas y praderas de Trans-Fly
La sabana y los pastizales del Trans Fly son una ecorregión de tierras bajas situada en la costa sur de la isla de Nueva Guinea, tanto en la parte indonesia como en la papú. Con su clima monzónico y de estación seca, estas praderas son muy diferentes de la selva tropical que cubre la mayor parte de la isla y se asemejan al paisaje del norte de Australia, que se encuentra al sur.
El nombre hace referencia al río Fly. 

## Historia
Posiblemente ya en el siglo XVI, mercaderes de Makassar, Seram y otras partes de Indonesia comerciaban con los nativos de la costa de la región. Aunque los contactos comerciales entre los mercaderes del sudeste asiático y los nativos se hicieron más infrecuentes con el paso del tiempo, hubo una presencia continua de comerciantes en la región hasta la década de 1870. Muchas de las tribus nativas obtuvieron herramientas de hierro a través de este comercio algún tiempo antes de que los primeros misioneros europeos llegaran a la zona a finales del siglo XIX.

## Flora
La zona está formada principalmente por pastizales que se asemejan a los del cercano norte de Australia y contiene zonas de bosques de eucalipto, albizzia y melaleuca. Los pastizales se renuevan con incendios regulares al final de la estación seca.

## Fauna
Aunque las praderas no son tan ricas en fauna como las selvas tropicales de Nueva Guinea, albergan varias especies endémicas. Entre los mamíferos de la zona destacan el planigale de Nueva Guinea (Planigale novaeguineae), el quoll de bronce (Dasyurus spartacus), el canguro liebre de anteojos (Lagorchestes conspicillatus) y el pademelón oscuro (Thylogale brunii). Entre las aves de la zona destacan yerbera del Fly (Megalurus albolimbatus) y la cucaburra de lentejuelas, un famoso pariente del martín pescador que se alimenta de roedores y reptiles en lugar de peces. La zona cuenta con un importante número de reptiles y anfibios, entre ellos la singular tortuga nariz de cerdo (Carettochelys insculpta). 

## Amenazas y preservación

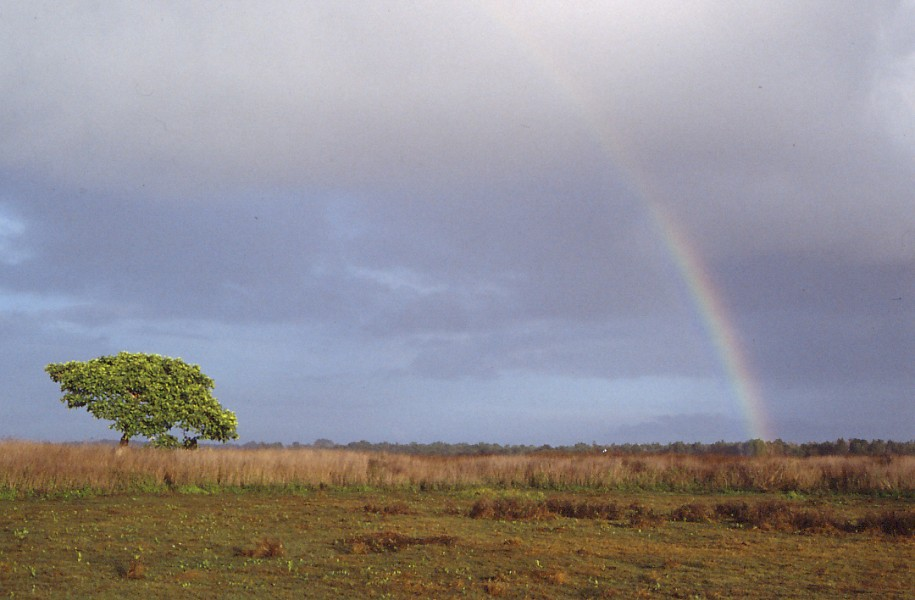
Sabana y praderas de Trans Fly en el parque nacional de Wasur, Indonesia

Se trata de una zona remota con una población tribal numerosa pero muy localizada. La mayoría de los hábitats están intactos, aunque la fauna salvaje es vulnerable a la recolección, la caza y los daños causados por la tala y el desbroce de los bosques, sobre todo a medida que la población emigra a la zona por el lado indonesio. Las praderas también se ven modificadas por el pastoreo del ciervo Javan rusa (Cervus timorensis), introducido en la zona. Un tercio de la región está protegido, sobre todo en el gran parque nacional de Wasur, en la costa indonesia, y en el área de gestión de la fauna de Tonda, al otro lado de la frontera, en Papúa Nueva Guinea.